# Bojana Beović
Bojana Beović (rojena kot Bojana Komar), slovenska infektologinja in političarka, * 8. februar 1959, Ljubljana

## Življenjepis
V Ljubljani je obiskovala Gimnazijo Ivana Cankarja (danes Gimnazija Jožeta Plečnika) in se kasneje vpisala na Medicinsko fakulteto Univerze v Ljubljani. Iz splošne medicine je diplomirala leta 1982, kasneje pa še specializirala in doktorirala. Kmalu po specializaciji iz anesteziologije je študij nadaljevala na ljubljanski infekcijski kliniki, kjer se je kasneje tudi zaposlila.
Leta 1991 in 1998 je bila izvoljena na mesto asistentke na Medicinski fakulteti Univerze v Ljubljani, kjer je od leta 2016 redna profesorica. Med letoma 2006 in 2009 je zasedala funkcijo predsednice Zdravstvenega sveta Republike Slovenije, od leta 2017 je članica Slovenske medicinske akademije. Od leta 2016 je tudi predsednica RSK za infektologijo. Spomladi 2020 jo je Vlada Republike Slovenije imenovala za vodjo strokovne svetovalne skupine za COVID-19.
17. novembra 2020 se je z 2895 glasovi od 5893 uvrstila v drugi krog volitev za mesto predsednice Zdravniške zbornice Slovenije. V drugem krogu decembra 2020 je bila s 3154 glasovi od 5895 izvoljena za novo predsednico Zbornice. Volilna udeležba je bila 51-odstotna. Funkcijo je prevzela 18. februarja 2021.

### Politika
Bila je članica SDS med letoma 1999 in 2020. V mandatih 2002–2006 in 2006–2010 je bila članica Mestnega sveta Mestne občine Ljubljana. V letih 2004 in 2008 je kandidirala na parlamentarnih volitvah.

### Zasebno življenje
Ima sina in hčer.

## Nagrade in priznanja
- 2020: bronasti grb občine Škofja Loka za izjemno strokovno, pogumno in prizadevno vodenje strokovne skupine v vladnem kriznem štabu za boj proti epidemiji koronavirusa[12]
- 2021: Spominski znak Vlade RS za delo in požrtvovalnost v boju proti covidu-19[13]
- 2022: red za zasluge RS v imenu Zdravniške zbornice